# Dramat właściwy
Dramat właściwy – gatunek dramatu ukształtowany w czasach nowożytnych przez odejście od wprowadzania tradycyjnych wyróżników starożytnych form komedii i tragedii takich jak elementy komiczne, tragiczne konflikty czy bohaterowie. Początkowo mianem tym określano tragikomedie, czyli utwory łączące elementy tragedii i komedii. Z czasem jednak nazwy tej zaczęto używać w stosunku do poważnych utworów teatralnych, budujących napięcie na innych zasadach niż zasady konfliktu tragicznego. Wyróżnia się kilka odmian dramatu właściwego, m.in.:
- dramat romantyczny,
- dramat obyczajowo-psychologiczny.

Przykładem dramatu właściwego są Dziady Adama Mickiewicza.